# Twierdzenie Hellmanna-Feynmana
Twierdzenie Hellmanna-Feynmana – twierdzenie chemii kwantowej mówiące, że w stanie stacjonarnym siła działająca na jądro atomu cząsteczki może być wyliczona klasycznie, z prawa Coulomba, jako suma sił elektrostatycznych pochodzących od pozostałych jąder i od chmury elektronowej. Ściślej, jeżeli {\displaystyle \Psi } jest funkcją falową opisującą elektrony w cząsteczce w stanie stacjonarnym (czyli {\displaystyle \Psi } jest stanem własnym hamiltonianu z energią E: {\displaystyle {\hat {H}}|\Psi \rangle =E|\Psi \rangle }), wówczas możemy wyliczyć odpowiadający tej funkcji falowej przestrzenny rozkład ładunku i użyć go do wyliczenia siły metodami klasycznej elektrostatyki.
Wykorzystanie twierdzenia wymaga znajomości funkcji falowej cząsteczki (w przybliżeniu Borna-Oppenheimera, czyli tylko jej części elektronowej) dla konkretnych położeń jąder.
Bardziej ogólne (dotyczące dowolnego układu kwantowego i dowolnego zaburzenia) sformułowane twierdzenie Hellmanna-Feynmana głosi, że pierwszą pochodną energii układu po zaburzeniu {\displaystyle \alpha } (którą można interpretować jako liniową zmianę energii pod wpływem zaburzenia) można obliczyć jako wartość oczekiwaną operatora zaburzenia {\displaystyle {\hat {V}}}
{\displaystyle \left.{\frac {\mathrm {d} E(\alpha )}{\mathrm {d} \alpha }}\right|_{\alpha =0}=\langle \Psi |{\hat {V}}|\Psi \rangle .}
Hamiltonian układu zaburzonego wynosi {\displaystyle {\hat {H}}={\hat {H_{0}}}+\alpha {\hat {V}},} gdzie {\displaystyle {\hat {H_{0}}}} jest hamiltonianem układu niezaburzonego.
Twierdzenie Hellmanna-Feynmana znacznie upraszcza zatem obliczenie pierwszych pochodnych energii po zaburzeniach zewnętrznych (np. zewnętrznym polu elektrycznym lub polu magnetycznym). Siła działająca na jądro jest tu przypadkiem szczególnym, w którym zaburzeniem jest przesunięcie jądra atomowego
{\displaystyle R_{I}\to R_{I}+\alpha _{I}.}
Twierdzenie Hellmanna-Feynmana spełnione jest dla dokładnej funkcji falowej. W przypadku przybliżonych funkcji falowych spełnione jest w sposób ścisły wówczas, gdy są one zoptymalizowane względem zmian wprowadzonych przez zaburzenie. Na ogół tak nie jest – na przykład w obliczenia kwantowochemicznych stosuje się bazy funkcyjne w postaci funkcji scentrowanych na jądrach cząsteczki, które nie dają równoważnego opisu dla geometrii niezaburzonej i zaburzonej (z przesuniętymi jądrami atomowymi).

## Historia
Twierdzenie jako pierwszy sformułował w roku 1937 niemiecki uczony Hans Hellmann i zamieścił je w swym podręczniku chemii kwantowej. Nie zostało jednak przez niego opublikowane w czasopiśmie naukowym i z tego powodu pozostało szerzej nieznane. W roku 1939 twierdzenie zostało niezależnie odkryte przez Richarda Feynmana i zamieszczone w jego pracy dyplomowej. Część pracy Feynmana, zawierająca sformułowanie twierdzenia i jego dowód, została w tym samym roku opublikowana w „Physical Review”. Nazwa twierdzenia upamiętnia obydwu niezależnych odkrywców.